# 上条當麻
上条当麻（日语：／ Kamijou Touma）是鎌池和馬的輕小說《魔法禁書目錄》的中的一名居住在学园都市的高中生——虚构人物、三主角中的第一男主角。在外传《某科学的超电磁炮》中也有登场。是个生活非常不幸，看似平凡无奇、却因“幻想杀手”能力而不平凡的少年。亦为《某科学的超电磁炮》中描述的都市传说里“拥有能将任何能力无效化的能力的男人”。有着“我的梦想是不失去任何东西让所有人笑着回来”的想法。

## 人物
一名生活非常不幸，看似平凡无奇、却因“幻想杀手”能力而不平凡学园都市的少年，而他的性格和不幸體質讓他遇上各式各樣的騷動和事件，最後為了解決而奔走。根據後述，他的「言詞」是他的一大特徵，在戰鬥中反駁對手的主張，使其敵人態度軟化，最後還有可能成為戰友。作中多以「那我就殺了這個幻想。」作為使用「幻想殺手」時的台詞。

### 形象
有着卷曲的短刺猬头黑发，除此之外无其他显眼特征的平凡容貌。这个发型并不是天然的，而是使用了髮膠，但是并没有那么注意自己的打扮，体格普通，身材中等，但肌肉结实发达。服装基本上是学生服，夏天的短袖制服下会穿着橙色T恤，冬天则为翻领上衣领口有几颗纽扣的红色衬衫（或与学士服搭配），有时会带有围巾，皮鞋喜欢穿白底红线的PUMA运动鞋。 此外﹐最常着的是内胆为紫色纯白色的连帽衣。

### 性格
基本上很怕麻煩，平時也沒什麼精神，但遇上事件時還是會全力去完成。但有著熱心的性格，遇上有困難的人，不論男女老幼、是否與自己有血緣關係，即使是自己面臨危險關頭，只要動機正確，他都會去幫忙，從不讓茵蒂克絲或御坂美琴等人加入戰鬥（除非是本人已經介入戰場），而且儘管想要嘗試勸阻他，通常也勸不動。愛華斯說他是三種英雄的其中一個「即使不告訴他，他自己也會坦率的依照自己的情感前進的人」。然而事實上，上條當麻是一個沒有善惡觀念的人，他的價值觀並不會因為外界的改變而改變，他是一個隨心所欲且扭曲的人，不會因為善惡二元論與法律的束縛而止步不前。在記憶喪失以前，自嘲是「偽善者（Foxword）」，也因為自己的卑微和無力而消極。
在小說第十二集中得知，上條在「出路希望調查表」當中所寫的希望是「只要能變得幸福，無論怎樣都無所謂」，這樣引人熱淚的殷切希望。

#### 人格和行為
在新約中，作者用了更多筆墨描述上条當麻這一人物的性格。上条當麻擁有犧牲自我的傾向，作者對上条「遇到有困難的人不惜犧牲自己也不會視而不見」的性格以及行為，用不同的角色乃至使用旁白做出了嚴格的批評，不斷給予他挑戰。
在新約9卷中，魔神歐提努斯以給予六十億人都幸福的完美世界來換取上条自我了斷。上条看到了自己所有來不及挽回、無能力挽回、甚至在自己悠閒生活時、在自己不知道的一角逝去的性命和悲劇在這個完美世界，在魔神歐提努斯的彈指中獲得救贖，上条當麻為了六十億人的幸福選擇了從高處墮下。
在濱面的心理描寫中，他將上条聯想到了童話《快樂王子》:「以黃金和寶石妝點的王子雕像，藉由燕子的幫忙，將自己的身體一點一點分給城市裏的窮人。」上條當麻雖然說什麼「任性」和「只是做自己想要的事」之類的話，但他的邏輯裏有種「只」將自己當棋子的傾向。

### 不幸體質
「不幸啊」（不幸だ）是他從小到大的口頭禪，這種不幸的體質不管是他還是周遭的人，眾所皆知。甚至運氣壞得自己並不想被捲進麻煩事件但也要逼著被捲進去，如此的不幸卻已成了他日常生活的一種常態。抽籤當然大多也是壞的。後述說的「幻想殺手」就是主要原因之一，不過偶爾也只是單純的失敗。小時候被周遭的同學和大人們當作瘟神，甚至有一次，還被一個負債累累的男人追趕且被他用菜刀砍了一刀。後來電視台的人聽到傳聞，還說什麽要錄制靈異節目，擅自公布了上條的照片，還把上條形容得像妖怪一樣，因此令他有個不好的過去。為此，他的父親上条刀夜也因此將他送至「不相信迷信的科學之街」的學園都市。雖然現在也照樣不幸，但卻被同學視為避雷針的寶，也有人以「正因為不幸，所以有機會解救被捲入事件的人們」如此誇耀他。土御門元春解釋為“Hardluck”，即“不幸”、“厄運”，但同時給出hardluck另一解釋“不論遇到幾次如同地獄一般的厄運，也會將其跨越”。
這個不幸的反面，即是他非比尋常的過人桃花運，周圍經常有女性圍繞著，也經常看見女性入浴、換衣服、或者內褲走光等等的「殺必死」（俗稱「上条屬性」）。但他對於這些都只有「每次都很不幸」的認知，「想要邂逅。」等不自覺的言行招致周圍的反感的事也多。喜歡的是像宿舍管理員姊姊那種類型的（代理的也可以）。
然而，上條本人並未太多執著於“不幸”，在他看來，因為自己的不幸導致自己被捲入許多事件當中，但同時，自己也可以幫助更多的處在苦難中呼救的人，這樣他寧可去承受不幸而拯救他人。

### 生活
從小學入學開始就住在學園城市，在遇見茵蒂克絲前一直在學生宿舍過著獨居生活。對於做菜算拿手，是個滿家庭式的男生。由於是等級0，因此學園都市給付的生活費相當低，但起碼可以維持不必挨餓的生活，但由於還要包含茵蒂克絲和貓斯芬克斯伙食，因此過得非常拮据。宣称“给我剩饭和起司，我能创造奇迹”。

#### 智力
唸的是程度比較低的高中，但就連在校成績也經常不及格，成績掉到必須要補習的地步。也有因為不會講外語，因此用手機軟體學習英文的事，但效果不佳。但是思考能力並不差，有瞬間的判斷力和理解力。不過他的知識很多都是漫畫等次文化的知識。
身為科學勢力的居民，對有關魔法的知識完全不了解，因此每次都要請茵蒂克絲和土御門元春等魔法勢力的魔法師來講解關於魔法的事。但隨著故事的推進，對於魔法的知識也漸漸加深。跟魔法師的戰鬥方式也變得比較瞭解。

#### 戰鬥
基本上只是個普通的高中一年級生，但由於經常遇上打架和與超能力者對抗等不幸的事情，因此也有某種程度的體能。本人說過「1對1的話贏的了、1對2有點危險、1對3的話只好趕快逃跑」。但由於對手大多是魔法師和超能力者，對方也比較不注重在體能上，也讓上條打贏的機會增加（反過來說的話，如果對方體術和魔法都注重的話，就比較難纏）。雖然是以拳頭攻擊的角色，但是由於其優越的判斷力，其實是王道角色中少有的以智取勝派。
而且，能力者在使用能力時會散發微弱的AIM立場，而魔法師使用魔法時也有散發異能之力。根據一方通行的判斷，他可以從能力者的AIM的餘波以及對手的面部表情等等特徵判斷是否要防禦、或是如何攻擊，也就是所謂的「前兆感知」，但這卻是無意識的能力。大多都因為戰鬥而身受重傷、時常到最後都需交給冥土追魂治療，因而經常住院。

### 人際關係
遇上茵蒂克絲後，想幫助她而奔走、作戰，記憶喪失後也一樣。上条起初認為她的好意與信任，是對於喪失記憶之前的他，但是之後就比較不在意了。儘管茵蒂克絲對於魔法的知識豐富，但上条卻不樂見她參與魔法相關的戰鬥，並經常騙她「什麼事也沒發生」。平時對於生活費等相當苦惱。而且也對於茵蒂克絲的食慾感到困擾。
與同班同學維持良好關係，但偶爾還是會被笑說他有「上条屬性」、和所謂的避雷針。與土御門元春和藍髮耳環是朋友，周遭的同學都稱他們是「班上的三個笨蛋（三角地帶）」。被同班同學姬神秋沙抱持好感，平時以責備和有點無情的態度跟上条維持朋友的關係。對於擔任導師且科學知識豐富的月詠小萌老師也是相當依賴。
與御坂美琴在本傳故事開始的前一個月就相識，緣由是上条在某天晚上見到被小混混包圍的美琴而想要出手救她，言詞上卻又刺激到美琴（因為上条說她還是小孩子）使美琴一氣之下放出電擊擊昏在場的所有人，唯獨上条以右手逃過一劫，使得美琴非常訝異，小說則是美琴對他發飆說不要干擾她和別人打架而放電攻擊上条，由於美琴不服輸的個性，便對上条提出挑戰，雖然上条由於「幻想殺手」的緣故佔盡優勢卻又故意認輸，使得美琴十分不滿，不斷想找他分出勝負，至今每次見面時美琴只要一動怒就對他發射電擊，不過對美琴而言上条也漸漸成為自己能以對等身分交流的對象。而在上条救了「妹妹們」之後，美琴與御坂妹對他都抱持好感。但對於她們的好感完全沒有發現，但還是維持著朋友的信賴關係。跟艾扎力下了「保護美琴與美琴周邊世界」的約定。
在魔法方面，認識英國清教的朋友也不少，從原本與茵蒂克斯下誓約且一開始仇視上条的史提爾·馬格努斯、土御門、神裂火織、天草式與奧索拉·阿奎納，甚至是一開始是敵對關係的雅妮絲部隊，在後來都與上条維持朋友間的信賴關係。他同時也被五和、神裂和奧索拉抱持好感（但本人也照樣沒發覺）。
對於被他幫助的人（特別是一方通行）來說，他是英雄般的存在，在精神上和行動上都對他們有極大的影響。大多的女性都對他抱持好感，蕾薇妮雅·柏德蔚也很吃驚地說過，「你到底要讓多少人哭泣啊」。虽然有很多的女性对他有好感，但是他似乎并没有特别想要交往的女生。
另一方面，關係不好的人也不少。上述的史提爾，其實他對於茵蒂克絲親近上条也抱持著忌妒的想法，同時也被美琴的室友白井黑子仇視（并尊敬着），也因為他的右手而讓彼亞吉歐感到不快，同時也被芙羅莉絲怨恨著。

## 作品中的動向

### 《魔法禁書目錄》
7月20日，暑假的第一天，在學生宿舍的住宅要曬棉被時，遇上掛在陽台上的茵蒂克絲，而後從她那裡得知魔法的存在。與前來帶走茵蒂克斯的史提爾和神裂戰鬥，最後得知茵蒂克絲記憶被消去的主因。
7月28日，利用右手破壞讓茵蒂克絲記憶消失的「項圈」，同時也失去記憶。之後上条就成了她的管理人和同居者，並且代替「項圈」成為她的枷鎖，並協助英國清教，他自己同時也是亞雷斯塔計畫中的一部分，而他也因此屢次接觸到魔法與學園都市有關的事件。
8月8日，在三澤墊事件救出身為「原石」的少女・姫神秋沙，以及首次展現隱藏在右手內的恐怖力量(粉丝俗稱里幻)。
8月20－21日，阻止在學園都市暗部進行的「絕對能力進化計劃」，與學園都市最強的超能力者・一方通行進行激烈的戰鬥，最後戰勝他，讓計劃終止、拯救了「妹妹們」，同時完成了首個以無能力者的身份擊敗超能力者的不可能的任務。
8月28－29日，上条與其雙親、茵蒂克絲來到海邊玩，但是父親上条刀夜放置於家中的土產卻成了魔法術式・「天使墜落」，導致世人的靈魂交換肉體，上条、土御門和神裂為此而奔走，終於在最後得以解除術式。
8月31日，在暑假的最後一天，上条與暑假作業交戰中，這時跑出阿茲特克魔法師艾扎力（假海原光貴），打算消滅上条，最後被上条打敗，並與艾扎力下了保護美琴的約定。接著，又與打算竊取茵蒂克絲腦內魔導書的魔法師闇咲逢魔交戰，最後發現無法承受內部所有知識的闇咲逢魔綁走茵蒂克絲的目的是幫助心儀女性解除詛咒以後，協助他消除該詛咒。
9月1日，新的學期開始，遇上了少女風斬冰華，並與魔法師雪莉·克倫威爾交戰，最後得勝。
9月8日，在法之書事件救回解開法之書（實際上是錯誤解法）的羅馬正教修女奧索拉，再與擁有250名修女的羅馬正教雅妮絲部隊戰鬥，並打敗首領雅妮絲。
9月14日，樹狀圖設計者殘骸篇，在掠奪「樹狀圖設計者殘骸」的事件中，解救了因為結標淡希的能力失控而差點被殺的白井黑子，同時阻止了「絕對能力進化計劃」再度執行。
9月19日，在大霸星祭的首日，與御坂美琴定下「懲罰遊戲」的賭注。之後與土御門、史提爾共同解決羅馬正教麗多薇雅所發動的「使徒十字」侵略學園都市計畫，並打敗送貨員歐莉安娜。
9月20日，在借物賽跑的過程中，意外得知御坂陷入木原幻生所設下的陰謀，決定去拯救美琴。後來遇上了雷神型態絕對能力者（不完全型態，僅達到Level 6的2%）的御坂美琴，交手過程處於下風，後被削板軍霸所救後與軍霸一同作戰，最後成功解救美琴。
9月25－28日，上条與茵蒂克絲共同前往威尼斯旅遊，卻遇上了打算以「亞得里亞海女王」消滅世界上所有有關學員都市一切的羅馬正教主教彼亞吉歐，並將其打敗。但是，羅馬正教也因此下了殺掉上条當麻的命令。
9月30日，由於上条於大霸星祭的賭注中敗給美琴，因此被美琴以懲罰遊戲陪她一整天，兩人並結下雙人行動電話的合約，其後遇到御坂妹妹和最後之作（Last Order）。同日晚上，羅馬正教「神之右席」的前方之風襲撃學園都市，最後被上条擊退。史稱「0930事件」。
10月3日，學園都市上層命令Skill Out攻擊美琴的母親御坂美鈴，上条和Skill Out暫時首領濱面仕上對決，並打贏救回美鈴。
10月某日，世界各地發生許多反對科學的遊行示威活動，原因在於C文書所造成的魔法效力。上条與土御門、五和共同前往法國的亞維儂，打敗神之右席的左方之地，並破壞C文書。
10月某日，在某個安穩的日子，神之右席的後方之水襲來，重創上条與天草式等人，最後上条從醫院跑出來，與神裂火織和天草式共同戰鬥，最後由五和使用特殊術式「聖人崩壞」重創後方之水，使其變為普通聖人並將其打敗。
10月17－18日，蘿拉·史都華發布「禁書目錄召集令」，將上条與茵蒂克絲等人召至英國，打算解決歐陸隧道爆炸、魔術結社新生之光、恐怖攻擊的事件。上条等人在倫敦與歐莉安娜‧湯森共同追討「新生之光」，而這時英國王室第二公主凱莉莎與英國騎士團趁機發動政變，並使用「卡提納‧正統」靈裝武器攻擊，史稱「不列顛萬聖節」。之後，後方之水加入上条等人的戰鬥，騎士團長中途倒戈，同時也受到英國女王伊莉莎的幫助，終於擊敗凱莉莎，政變結束，隨後「神之右席」的右方之火依照計畫奪取「自動書記」的遠距離控制靈裝，奪走茵蒂克絲的意識。
10月30日，俄羅斯對科學勢力爆發第三次世界大戰，前往伊莉莎莉娜獨立國同盟阻止。右方之火啟動巨大要塞「伯利恆之星」，上条便前去俄羅斯阻止，並巧遇和制止失控的一方通行。最後將右方之火打敗，在遠距離控制靈裝失效後，「伯利恆之星」開始失控、自滅。上条為了將「伯利恆之星」的垂落地點導向傷害較低的地點，拒絕和美琴逃走。在過程中「神之力」突然重现以後與其交戰，最後墜入北冰洋，而後被判定已死亡。

### 《新約 魔法禁書目錄》
11月5日，墜入北冰洋的上条後來被魔法結社「黎明晨光」的馬克·斯佩蘇救出後與其首領合流，並回到學園都市。正巧遇上了黑夜海鳥製造的騷動，並在最後關頭阻止，救了馬克·斯佩蘇等人一命，再與濱面仕上、一方通行會合，並告知他們「魔法」的存在。
11月10日，美國夏威夷篇，在「黎明晨光」首領蕾薇妮雅·柏德蔚的帶領下，與御坂美琴、一方通行、濱面仕上、番外個體和黑夜海鳥一起去到夏威夷，追討魔法结社「搗蛋鬼」。
11月13日，天擇者混戰篇，前往召開格鬥大會「天擇者」的東歐城市巴蓋吉城，並在木原加群間接的引導下單獨潛入內部，戰勝搗蛋鬼正規成員一人瑪麗安·史琳格奈亞。可是，被緊接著現身的魔神歐提努斯揑碎右腕而昏倒，後得到右方之火的介入與歐雷爾斯的救助。
一端覽祭時藉由歐雷爾斯得知了「幻想殺手」的真面目，後與雷神索爾展開救出芙羅蘭·克洛伊杜尼的行動。迷惑瞄準芙羅蘭的搗蛋鬼和歐雷爾斯兩方面的勢力，不過受警備員射擊到腹部而重傷。接受了緊急手術後，從醫院逃脫後並擊敗了蕾薇妮雅前救出芙羅蘭。最後與索爾交戰，與雷神索爾打成平手，但被用了全能神能力的索爾擊敗。
被土御門強制送到「學舍園」。看到舞夏的死亡報導領悟到自己被他的話欺騙，前往第十三學區找土御門並將其擊敗。被貝積繼敏報告「人力資源」項目的概要，之後和人造英雄們交手並從戀查手中解救濱面和黑夜。最後與垣根帝督聯手打倒戀查。
北歐魔神歐提努斯在世界各地引發混亂，上条等人來到成為主戰場的東京23區。與茵蒂克斯和美琴聯手解救了弗蕾亞，到達「船的墳地」後成為完全魔神的歐提努斯將除了作為「基準點」的上条和自己外全部的東西都毀滅。歐提努斯創造無數的世界不斷打擊上条的精神，在擁有原來的世界的記憶的御坂網絡的「總體意識」的勸導下，再次振作與歐提努斯對抗，並破壞了「主神之槍」，可是最終被「弩」所殺，不過其行動令歐提努斯認定是自己的理解者。幻想殺手因失去宿主而流入歐提努斯體內，最後，在養育自己的「原來的世界」和理解者上条當麻的世界，歐提努斯選擇後者，利用幻想殺手恢復世界，歐提努斯亦開始失去力量。
復活後，在見證歐提努斯之轉變加以各方勢力的猛攻下，上条決定保護歐提努斯，與全世界為敵。為阻止歐提努斯的崩壞，上条與歐提努斯瞬移到丹麥，因而成為全球通緝犯。在丹麥先後與一方通行、雅妮絲部隊、殲滅白書、英國王室、瑪麗安、美軍、學園都市無人兵器、御坂美琴、茵蒂克絲、歐雷爾斯勢力、全能索爾對抗，最後抵達伊埃斯科城堡，歐提努斯卻因不想令上條當麻負罪而拒絕拯救，最後雖然消除了歐提努斯的妖精化，但阻止不了其消失。在兩人不知道的情況下眾魔神介入令歐提努斯成功存活，但體型縮小到15公分。
11月下旬，上条與許多的敵人的戰鬥勉勉強強地回歸學園都市在醫院接受治療，之後前往到與食蜂操祈第一次遇見，順著雲川芹亞的言詞到自己第一次失憶之前的地方，意外在那裡幫助食蜂擊敗蜜蟻愛愉。
12月1日，由於為了作為新同居者的歐提努斯的請求購買玩偶房子而前往十五學區的巨大綜合設施「類鑽」，在那裡與聖日耳曼遭遇，並一度陷入苦戰，後來與加納神華、「道具」全員及史蒂芬妮對抗分裂為數百個的聖日耳曼。
12月3日，出席日數進入危險階段，為了想辦法掙分數，因而成為犯人角色，演習防止犯罪教育。被魔神僧正以「情書」邀請到其所在地，不過上条不肯接受僧正提出「成為魔神的記分者」的邀請，與偶然正好在場但被僧正襲擊的美琴一起乘坐電動自行車逃走，使用第23學區的宇宙船將僧正轟出地球，然而僧正卻從外太空飛了回來準備復仇，無計可施的上条原本打算使出殺手鐧（里幻），但卻由亞雷斯塔派去的殺手——木原腦幹使用「抗魔法式驅動鎧」（AAA）搶先一步殺了。後來又從魔神奈芙徒絲口中得知「理想放逐」的存在，得知持有人為上里翔流，且從魔神口中得知眾魔神被上里翔流放逐至「新天地」。就在那天夜裡，買完晚餐食材準備回家的上条，直接遇到了上里，原本即將大打出手，但雙方卻暫時休戰並為拯救派翠西亞‧柏德蔚而協力合作。其後又再次發生激烈衝突，雖然「幻想殺手」被擊潰，但從深處產生的「什麼」將他擊退。
12月4日，由於僧正破壞校舍，開始到別所中高一貫制的學校上課，卻在那與作為轉學生的上里再次見面。緊接著隔日，因上里執行瓦解上条勢力，使上条自身的性命也變得危險，但不知何時和想要將思想扭曲的義兄回復原狀的「絕滅犯」去鳴一同協力對抗上里勢力。之後又再遭受奪取上里右手的「理想放逐」的木原唯一的襲擊，在即將感染弱毒性聖日耳曼病毒的千鈞一髮之際，被裝備了「對魔法式驅動鎧」的美琴所救而從險境逃出。
12月9日，在學園都市大熱浪時期，和上里勢力一同來到「沒有窗戶的大樓」下方——木原唯一的基地與其交戰，然而不但未能將其擊敗，還因上里為了阻止基地頂部的火箭推進器炸死所有人，因而犧牲自己被木原唯一手中的「理想放逐」傳送至「新天地」導致木原唯一的右手成為上里勢力少女們救回上里的唯一希望，木原唯一藉此操控上里勢力的少女下令殺死上条。導致上条與選擇不聽從木原唯一命令而選擇和上条找出拯救上里的方法的烏丸府蘭一邊逃離上里勢力的追擊一邊展開拯救上里。逃離途中說服上里勢力中熟悉魔法的豐山琉華。
12月10日，琉華在利用A.A.A.（核心部分完全是魔法）發動「交感」魔法失敗後，利用化為派翠西亞血肉的一成奈芙徒斯和被放逐到異世界的九成奈芙徒斯建立的聯系，成功發動「交感」魔法，製作出空間扭曲隧道，將上里帶回原來世界。
12月11日，協助土御門元春帶著舞夏和府蘭逃出學園都市，但在翻越學園都市的圍牆時，舞夏中了亞雷斯塔親自下的詛咒。為了尋找解咒的方法，而從上里破壞的火箭推進器後產生的大洞進入「沒有窗戶的大樓」調查。在違逆主人的「問答型思考輔助式人工智慧」米娜·馬瑟斯的幫助下，不但得知了亞雷斯塔的過去，而且還免遭愛華斯殺害。借助土禦門、府蘭等人打破了亞雷斯塔·克勞利的完整性，愛華斯身上混入了雜質而消失。儘管擊敗了亞雷斯塔，但亞雷斯塔卻遭以蘿拉·史都華作為靈媒的大惡魔克倫佐暗算，使亞雷斯塔分化出無數個個體。亞雷斯塔的其中一個個體是個年輕少女。因為放著這個膽大妄為的魔法師不管又會讓人害怕，所以跟著化為少女的亞雷斯塔一起行動。在亞雷斯塔將大惡魔克倫佐「暫時封印」在學園都市後，為了解救被附身的亞雷斯塔女兒蘿拉，徹底排除大惡魔克倫佐，而跟隨亞雷斯塔前往倫敦尋找克倫佐的弱點。作戰中被亞雷斯塔扔進處刑塔，從內部破壞了三重四色結界的核心，解除了罩著倫敦的結界。在奧索拉·阿奎納與「神威混淆」之一伊西絲·狄蜜特融合成人造兵器後，和亞雷斯塔一起解救奧索拉。

## 記憶喪失
目前已知上条當麻經歷過兩次失憶，第一次是在「禁書目錄」開始前一年的八月，與食蜂操祈相遇，為了逃避「Deadlock」的追殺，而受了重傷。食蜂為了救他而以能力替代麻醉劑，卻因此傷到上条的大腦，導致他部分的認知迴路損壞（原有的記憶沒有失去，但見到本人時卻無法再記得或想起與她相關的記憶）。所以之後每次見面，上条總是如同第一次相見般不認得她。
第二次是茵蒂克絲的「項圈」解放之時，釋放出「龍王的嘆息」，導致上条喪失記憶，為了不讓她與周邊的人們擔心，因此隱瞞記憶喪失一事 。記憶喪失後的他，為記憶喪失前的「上条當麻」感到驕傲。一開始喪失記憶一事只有他本人和冥土追魂知道，但是後來也被左方之地知道，御坂美琴則在手機中聽見上条與左方之地的對話得知。
之後在第三次世界大戰，也知道他喪失記憶的右方之火便問他「為什麼要在那個女的（茵蒂克絲）面前一直裝傻」等問題，讓上条頗為苦惱。之後在「伯利恆之星」崩壞墜落之前，他透過「自動書記」的遠程控制靈裝對茵蒂克絲說出了自己喪失記憶的事情，並保證回去之後絕對會對她道歉。

## 能力
學園都市雖然將上条列為無能力者（LEVEL 0），但實際上上条擁有寄宿在右手的「幻想殺手（イマジンブレイカー，Imagine Breaker）」。
被右手碰觸的超能力或魔法都會被消除，甚至號稱能將神的力量在一瞬間輕鬆抹滅。還有，像「移動教會」這樣的靈裝，「哥雷姆」等也會被強制解除。基本上消除的範圍是右手的手掌和手背，但像「天使墜落」和前方之風的「天罰術式」這種廣泛，不特定對象的異能力，如果剛好施在「上條當麻」這個人身上，右手也會無意識的消除掉。基本上是一瞬間就能消掉異能力，但如果有更強的異能力，消去則會比較花時間。幻想殺手是一個純被動技能，一年三百六十五天，一天二十四小時，不停的在運轉。
基本上消除異能的時候外觀並不會有太大的變化，但會有明顯的聲響。在動畫版中，消除異能時會有尖銳的聲音效果，而在動畫第二季時，除了聲音之外，在消除異能的瞬間更有畫面顏色反轉的效果。

### 作用與特性
儘管「幻想殺手」的謎團還有很多，但根據茵蒂克絲所說，幻想殺手儘管一直在破壞維持這個世界的異能之力，但卻是不同於煉金術師奧雷歐斯・伊薩德的破壞，而是一種與自然調和的破壞，就像枯掉的樹葉掉落回地面後，被重新分解為養分的破壞。因此在原來所穿的移動教會被破壞前，完全沒有發現任何的不對勁。
雷維尼亞·巴德薇更指出幻想殺手是透過調和的手段来讓破壞與消除異能的事實得到實現，就連維持星球循環叫作地脈或龍脈的能量也會被破壞，但是對幻想殺手來說，將所有異常的值全部均一化是非常極端的，對於從一開始就均一的东西反而其不會發揮太大的力量，比如说，他碰到人體與接觸到人的靈魂與生命力，人的靈魂並不會毀滅而生命力也不會被奪走而死亡，碰到行星，行星也不可能會被粉碎。在這里確實是存在着異能之力的。
另外當異能之力的規模太大時，儘管「幻想殺手」無法一瞬間消除而只能防禦，但卻可以反過來利用無法消去的特性對異能之力進行干涉與控制來使對方失去平衡，甚至被利用過來作為對對手進行反擊的手段進而打倒對手。
根據目前小說進度推測，幻想殺手是物理法則的備份，即非物理法則可解釋之物，即會被調和。

### 弱點
弱點則是使用的實際範圍狹小。也就是，只要未觸及右手的部分，一旦被擊中就會遭到傷害，而且前提是一定要是異能力才行，如果是異能力產生的其他無相關異能的力量，也是無法消除（例如魔法或超能力產生的暴風、或是飛出來的碎片等，就無法消除）。
還有，像史提爾的「獵殺魔女之王」如果不用右手消除它的核心異能，那對創造出來的幻象物體（分身）做攻擊是沒辦法完全根除的，再加上對於異能之力是不分善惡一律毀滅，不論是「神的庇護」還是施加在他身上的回復術式、防禦術式、治癒能力、念話能力的絲線電話和空間傳送能力系都會被毀滅（也就是不幸體質）。

### 本體
「幻想殺手」的謎團還很多，可以确定不是超能力或魔法。有人認為這是天然的「原石」力量，但是一般的「原石」能力者也有散發AIM力場，但他並沒有，可以說是真正的「無能力者」，難以用魔法或科學來說明。但亞雷斯塔似乎是知曉「幻想殺手」的本體，對亞雷斯塔來說，上条就是他計畫中的重要元素之一。在「C文书」事件中，左方之地将败北时想将「幻想杀手」真正力量说出来時，却被学园都市超音速轰炸机袭击打断，随后被後方之水腰斩。真魔神篇中，「幻想殺手」已跟魔神有直接關係。
奧雷歐斯·伊薩德曾經切斷了上条的右手，因而讓本來寄宿在上条右手的幻想殺手能力失控，以透明的龍王之首型態呈現並將其擊敗，因而其透明龍首有可能是幻想殺手的本體之一。
在大霸星祭的第二日拯救御坂美琴時也因右手斷了而再次出現龍首，並多長出8個龍首跑出來，共同啃噬了美琴失控的擬似LEVEL6力量，外傳漫畫第10卷後記介紹8個龍首的插圖（繪師:木谷椎），分別是基本型（小說第2卷）、四眼之龍、盲眼之龍、槍形之龍、單眼之龍、礦石之龍、能量之龍、天使之龍。
第三次世界大戰中，右方之火為了徹底達到「神聖的右手是淨化作用的一種」十字教這樣的觀點以達到「神上」的目的，切斷了上条的右手，並得到了壓倒性的力量。但最後還是被上条打敗，而上条又長出了新的右手。亞雷斯塔表示，「幻想殺手」並不是單純「消除異能力的右手」，似乎與「神浄」這個剩下的關鍵字有關。神裂曾以「神淨討魔（日文音同「上条當麻」）」稱呼他，「神上」與「神浄」似乎與上条有某種關聯，但真相終究不明。
一端覽祭篇中歐雷爾斯（オッレルス）說出了幻想殺手的真正面貌——「所有的魔法師的希望與畏懼集結而成的東西」。魔法說白了就是能夠自由曲解的力量，但曲解過後也有可能造成無法預料的後果，而被歪曲的世界因為無法回憶起原來的世界而無法還原也是有可能的，但如果有能不受這些力量所影響的東西，並以此為世界的基準點，就有辦法將世界還原；這個世界而言的備用「基準點」似乎就是幻想殺手真正的原貌。
魔神計分者篇中僧正解釋幻想殺手只是在上条上的附屬物，「神淨討魔」是附在身上的名稱。
亞雷斯塔起源篇中上条當麻透過米娜·馬瑟斯回到過去1900年的布萊斯路之戰時，得知「幻想殺手」上個寄宿的物體為「箭頭刺骨、箭羽是皮革、本體箭桿則是蠟、而且是血肉化成的屍蠟」拿某聖者的右手當材料製造的終極驅魔靈裝。其本身鮮為人知的作用為「在召喚失敗時候、用來將不肯撤退的對象趕回魔法陣的另一邊」。靈裝接着被麥奎格·馬瑟斯折斷後便消失，最後被上条當麻所吸引。

## 靈魂本質
和馬在魔禁中說明過上條當麻的靈魂本質即是神淨討魔。
為什麼幻想殺手會附身在上條當麻身上？為什麼斷臂後手會自動接回來？為什麼上里翔流的理想放逐可以被奪取？因為幻想殺手受到神淨靈魂光輝吸引，而死纏著他不放。
新約13僧正希望上條當麻成為「魔神」的計分者，且在談話過程中數次提及「神淨討魔」「世界的管理員」等詞語，但上條當麻無情拒絕。僧正卷尾被轟到太空，後被aaa解決，當麻之後表示後悔沒和他聊多點。

## 其他登場的作品
《超电磁炮》
在外傳多以主要男配角的身分登場，直到與本傳重疊的部分（如絕對能力篇後半段）才暫時以男主角的身分登場。科學超電磁砲以御坂美琴為主角，描寫本傳以前與美琴的相遇補完本傳故事所未提及到的事。動畫版中被以「幻想殺手」的都市傳說被討論著。
在動畫第一季《超電磁砲》的主題曲OP1和OP2有模糊的現身。第四集中描述了他與美琴第一次見面，並在之後開始與美琴交手。第七集在「虛空爆破（Gurabiton）」事件則靠著右手能力解救了初春及美琴。在第十九集在常盤台登場時，有暗示他記憶已遭破壞的描寫（即已經與本傳時間重疊）。
在動畫第二季《超電磁砲S》的主題曲OP1正式登場，OP2則短暫現身。第一集結尾時以背影短暫現身，第十集結尾在販賣機因被吃了兩千元而再次與美琴相遇開始到第十六集打敗一方通行（即絕對能力篇）則以男主角身分正式登場。之後僅以美琴回憶的方式登場。第二十四集末才再度短暫現身。在動畫第三季《科學超電磁砲T》中的OP1正式登场。第十一集开始与学园都市超能力第七位削板军霸合作成功阻止被操控接近绝对能力的御坂美琴。
《電擊學園RPG：女神的十字架》
ASCII Media Works發售的NDS用遊戲。電撃文庫15週年紀念作品的學園動作角色扮演遊戲。
『とある魔術と科学の群奏活劇』
PSP主機平台上的adv遊戲
《電擊文庫 FIGHTING CLIMAX》
作為援護角色參戰。

## 角色奖项
- 「這本輕小說真厲害！2007年」人氣男性角色排名第九位。[10]
- 「這本輕小說真厲害！2008年」人氣男性角色排名第三位，2008年～2010年排名第三位。[11][12][13]
- 「這本輕小說真厲害！2011年」人氣男性角色排名首位。[14]
- 「這本輕小說真厲害！2012年」人氣男性角色排名第二位，2012年～2015年排名第二位。[15][16][17][18]
- 「這本輕小說真厲害！2016年」人氣男性角色排名第三位。
- 「這本輕小說真厲害！2017年」人氣男性角色排名首位。
- 「這本輕小說真厲害！2018年」人氣男性角色排名第三位。
- 「這本輕小說真厲害！2019年」人氣男性角色排名首位。
- 「這本輕小說真厲害！2020年」人氣男性角色排名第三位。

2013年《魔法禁书目录》投票中配对排行第一名（上条当麻×御坂美琴）。

## 備註
根據作者鎌池所言，在本作的構想階段，茵蒂克絲後想出的下一位是上条，是個「無論哪種類型的主人公，都會拯救女生？」用這樣的概念產生的角色。還有，有「少年遇上全是魔法文明的不可思議少女」的構想，為了做為科學勢力的學園都市的對比而誕生的。為了更貼近讀者的視點，因此將主要角色設為年齡相仿的學生。
關於能力「幻想殺手」，他表示一開始是想「主角必須要比較特殊」但又不能太厲害，因此想出「如果不是特定狀況的話就無法使出來，但用那個力量一定能反轉情勢」以這樣的想法構思出的異能無效化能力。
上条最大的特徵就是「用言詞作戰」，「不管什麼都能消除」的能力也包含著「否認對方的意見及思想」這樣的意義。鎌池表示，即使敵方有什麼再困難、困難到幾乎無法解決的過去，上条也能打破這種無法改變的過去。